# Starost
Starost je razdoblje čovjekova životnog ciklusa pri kraju odrasle dobi obilježeno slabljenjem organskih i mentalnih funkcija. Predstavlja određeno životno razdoblje povezano s kronološkom dobi. Odnosi se na doba koje se približava ili premašuje životni vijek ljudi i time je kraj životnog ciklusa. Pojmovi i eufemizmi uključuju nazive: starci, starije osobe, seniori, stariji građani i stariji ljudi.
Starije osobe često imaju ograničene regenerativne sposobnosti i podložnije su bolestima, sindromima i povredama od mlađih odraslih osoba. Organski proces starenja naziva se senescencija, medicinska studija procesa starenja naziva se gerontologija, a proučavanje bolesti koja pogađaju starije osobe naziva se gerijatrija. Stariji se također suočavaju sa socijalnim pitanjima u vezi s umirovljenjem, usamljenošću i starenjem.
Starost nije definitivna biološka faza, jer kronološko doba označeno kao „starost” varira kulturološki i povijesno.
Godine 2011., Ujedinjeni narodi predložili su konvenciju o ljudskim pravima, koja bi posebno zaštitila starije osobe.
Procesi starenja kod čovjeka očituju se na sljedeće načine: gubitkom vode iz stanica, što za posljedicu ima zadržavanje toksina; smanjenje metabolizma i postupno snižavanje funkcija pojedinih organa, pri čemu je naročito smanjena hormonska aktivnost; taloženje soli kalcija u međupršljenskim hrskavicama, što je posljedica smanjena kretanja; to smanjuje pokretljivost kralježnice, pa je stoga starija osoba povijena prema naprijed; sužavanje krvnih žila zbog sklerotičnih procesa, pa se organi slabije opskrbljuju  krvlju što se odražava slabljenjem njihovog rada; povećanje pojave najčešćih karcinoma (pluća, dojke, debelog crijeva i dr.).